# Luis de Torres
Luis de Torres (zm. 1493, prawdopodobnie urodzony jako יוסף בן הלוי העברי, Yosef Ben Ha Levy Haivri) – jeden z członków pierwszej wyprawy Krzysztofa Kolumba i pierwszy Żyd, który dotarł do Nowego Świata.
Dzięki swojej znajomości hebrajskiego, aramejskiego i portugalskiego, Luis de Torres służył jako tłumacz gubernatorowi Murcji. Z powodu edyktu zabraniającego wyznawania religii innych niż katolicyzm, Torres, na krótko przed wyruszeniem do Ameryki, dokonał konwersji na chrześcijaństwo. Kolumb zabrał ze sobą Torresa, ponieważ sądził, że umiejętności tłumacza mogą być potrzebne do nawiązania kontaktów z mieszkańcami Azji; Torres miał się z nimi komunikować za pośrednictwem miejscowych społeczności żydowskich.
Po przybyciu na Kubę, którą Kolumb uznał za wybrzeże azjatyckie, Torres oraz marynarz Rodrigo de Jerez wysłani zostali 2 listopada 1492 roku na samodzielną ekspedycję po wyspie z zadaniem zbadania kraju. W czasie trwającej kilka dni wyprawy dwaj podróżnicy, jako pierwsi Europejczycy, zetknęli się z indiańskim zwyczajem palenia tytoniu zawiniętego w liście palmowe oraz stali się jego propagatorami.
Podczas powrotu do Hiszpanii,  25 grudnia 1492, Santa María, będąca okrętem flagowym wyprawy, osiadła na mieliźnie u wybrzeży Haiti. Kolumb postanowił zostawić w tym miejscu niewielki garnizon; wybudowaną osadę nazwano La Navidad, zaś całą wyspę - La Española (Hispaniola, mała Hiszpania, późniejsze Haiti). 4 stycznia 1493 roku Kolumb odpłynął do Hiszpanii, zaś Luis de Torres znalazł się w grupie 39 pozostawionych osadników. 
Kiedy w tym samym roku Kolumb ponownie przypłynął na wyspę z kolejną wyprawą, zastał jedynie zgliszcza fortu - wszyscy osadnicy zostali wymordowani. Niektórzy badacze przypuszczają, że do wybuchu konfliktu i zniszczenia fortu doszło na skutek złego traktowania miejscowych Indian Taino przez Europejczyków.